# Ruda (Otok)
Ruda je naselje u općini Otok, u Splitsko-dalmatinskoj županiji. 

## Zemljopis
Naselje se nalazi sjeverno od Poda.

## Gospodarstvo
Ribnjačarstvo je bila važna gospodarska grana u Rudi. U Rudi se nalazi ribogojilište pastrve, na izvoru rijeke Rude, u 240 bazena. Bio je jedan od najboljih ribnjaka u Europi i veliki izvoznik. Od Ribogojilišta Ruda su dobro živjeli mještani. Privatizacijom 1990-ih, počinje propadanje. Promijenio se niz vlasnika, dugovi su rasli i došlo je do otvaranja stečaja. Najveće uzgajalište pastrve, kapaciteta da zaposli 40 mještana, danas propada. Zaraslo je u travu i postao je odlagalište otpada.
U Rudi je poznato izletište. Ovamo svakodnevno dolaze skupine domaćih i stranih turista. Odredište je ribiča iz Hrvatske i ostatka svijeta, koji sudjeluju u natjecanjima na lokalnoj, državnoj i međunarodnoj razini. Ovdašnja obiteljska poljoprivredna gospodarstva spremaju zdravu hranu (po želji i narudžbi) zainteresiranim posjetiteljima. Ruda je kolijevka kvalitetnog domaćeg sira, ribe, mesa, povrća i dr.
Ulagači se zanimaju uložiti u gospodarsku zonu u Rudi. To bi bila punionica vode za koju se zanimalo više ulagača, a splitski SMS ponudio je najbolje uvjete. Već je kupio i dio zemljišta u zoni i krenulo se s realizacijom projekta. Planiralo se i izgradnju malih hidroelektrana ispod Ribogojilišta Rude.

## Stanovništvo
| broj stanovnika | 608   | 753   | 796   | 920   | 1097  | 1201  | 1203  | 1161  | 1056  | 1177  | 1261  | 1317  | 1340  | 1368  | 994   | 880   | 812   |
|                 | 1857. | 1869. | 1880. | 1890. | 1900. | 1910. | 1921. | 1931. | 1948. | 1953. | 1961. | 1971. | 1981. | 1991. | 2001. | 2011. | 2021. |